# Davidson College

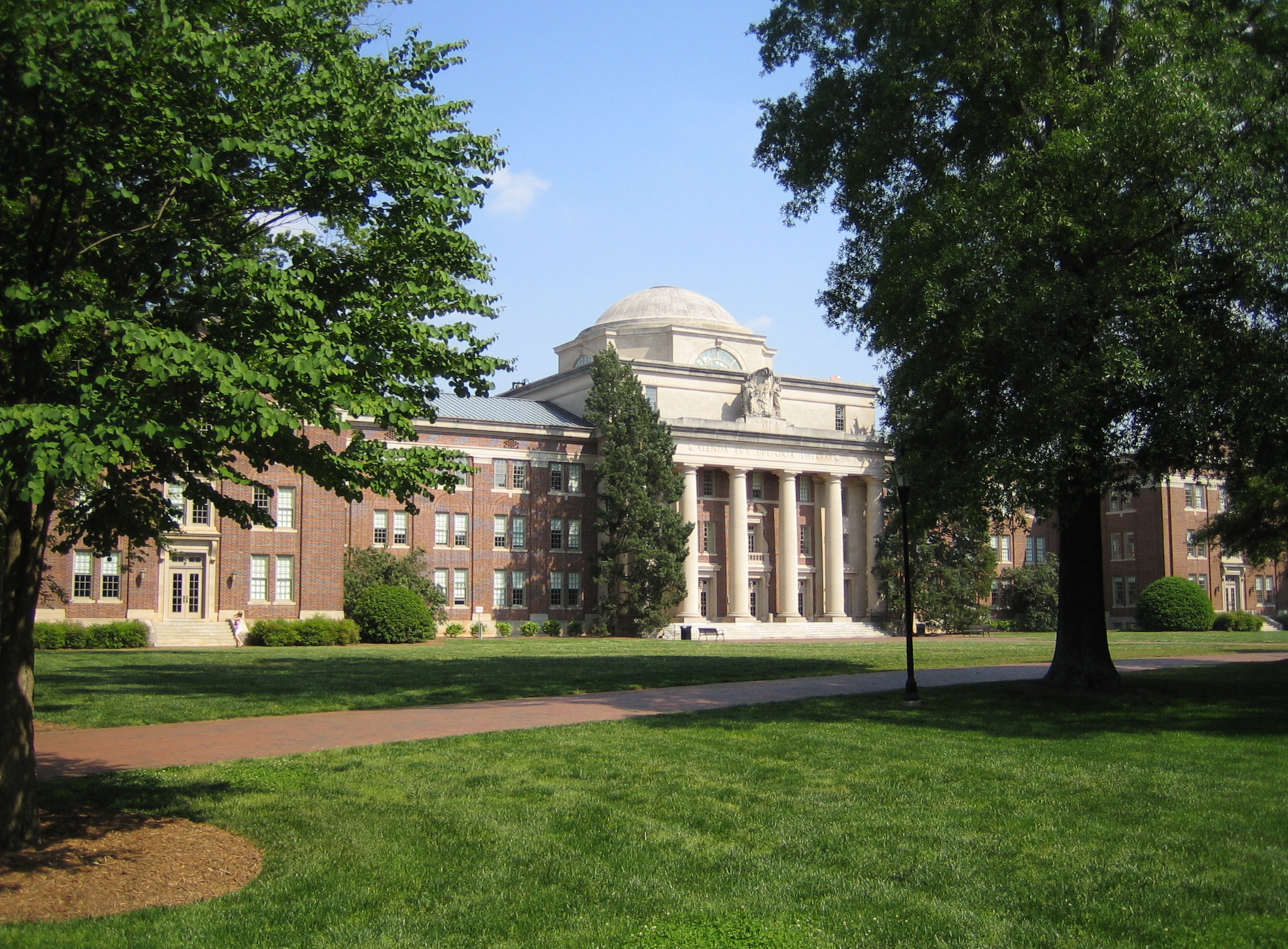
Chambers-Building des Davidson College, 1855 erbaut

Das Davidson College ist eine private amerikanische Hochschule in Davidson im US-Bundesstaat North Carolina (etwa 35 km nördlich von Charlotte entfernt). Die Hochschule wurde 1837 gegründet. Derzeit sind 1.983 Studenten aus 51 amerikanischen Staaten und 43 Ländern eingeschrieben.

## Sport
Die Mannschaften des Sportprogramms der Hochschule, der Davidson Wildcats, treten in der Atlantic 10 Conference an.